# Midnite
Midnite è il terzo album in studio del rapper italiano Salmo, pubblicato il 2 aprile 2013 dalla Tanta Roba.

## Descrizione
Anticipato dal singolo Russell Crowe, l'album è stato prodotto da Salmo (Space Invaders, Old Boy, Have You Ever Had..., Faraway) insieme a Stabber (Borderline), Cyberpunkers (Russell Crowe), Shablo (Rob Zombie, Ordinaria follia), Bruce Gil (Killer Game), Big Joe (S.A.L.M.O., Redneck), Mezzosangue (Sadico) e Belzebass (Weishaupt). Gli altri artisti invitati a partecipare sono: Noyz Narcos, Nitro, Gemitaiz, MadMan, Navigator e Mezzosangue.
L'11 aprile 2013 il disco si è posizionato al primo posto della classifica italiana, diventando inoltre il disco più venduto in Italia durante la settimana.
Il 18 aprile viene pubblicato il videoclip di Rob Zombie, brano realizzato in collaborazione con Noyz Narcos, mentre il 1º luglio esce il videoclip di S.A.L.M.O.. Il 22 luglio è uscito il videoclip di Killer Game, brano realizzato in collaborazione con Gemitaiz e MadMan. Tre giorni più tardi, l'album è stato certificato disco d'oro per aver raggiunto la soglia delle 30 000 copie vendute, dato salito a oltre 50 000 copie nel 2016, venendo pertanto certificato disco di platino.
Il 7 ottobre è stato pubblicato il videoclip di Faraway, mentre il 26 novembre è uscito quello per il brano Space Invaders, realizzato con Nitro.

## Tracce
1. Borderline – 2:58
2. Russell Crowe – 2:57
3. Rob Zombie (feat. Noyz Narcos) – 2:54
4. Space Invaders (feat. Nitro) – 3:44
5. Old Boy – 3:26
6. Killer Game (feat. Gemitaiz & MadMan) – 4:21
7. S.A.L.M.O. – 3:55
8. Ordinaria follia (feat. Navigator) – 4:35
9. Redneck – 1:33
10. Have You Ever Had... (Skit) – 2:03
11. Sadico (feat. Mezzosangue) – 3:06
12. Weishaupt – 3:27
13. Faraway – 3:19

Tracce bonus nell'edizione deluxe di iTunes
1. The Island (feat. El Raton, Enigma & DJ Slait) – 3:42
2. Blood Shake (feat. Dope D.O.D.) – 4:28

## Classifiche
| Classifica (2013) | Posizione massima |
| ----------------- | ----------------- |
| Italia            | 1                 |